# L'Ours et la Poupée
Pour plus de détails, voir Fiche technique et Distribution.
L'Ours et la Poupée est un film français réalisé par Michel Deville, sorti sur les écrans en 1970.

## Synopsis
Gaspard (Jean-Pierre Cassel) , violoncelliste myope et bougon travaillant à la Maison de la Radio, rencontre Félicia (Brigitte Bardot), belle femme capricieuse et snob, par la grâce d'un accrochage automobile. Félicia, sûre de son pouvoir de séduction, entreprend le musicien. Il s'avère que cet ours mal léché demeure insensible à son charme.

## Fiche technique
- Titre : l'Ours et la Poupée
- Réalisation : Michel Deville
- Scénario : Nina Companeez et Michel Deville
- Adaptation et dialogues : Nina Companeez
- Production : Mag Bodard
- Musique originale : Eddie Vartan
- Musique additionnelle : Gioachino Rossini
- Directeur de la photographie : Claude Lecomte
- Décors : Claude Pignot, assisté de Jean Taillandier et Maurice Jumeau
- Costumes : Gitt Magrini
- Son : André Hervée
- Maquillage : Odette Berroyer, Éliane et Alexandre Marcus
- Cameraman : Robert Foucard
- Montage : Nina Companeez, assistée de Christiane Gratton et Daphné Damamme
- Chorégraphie : Rino Adipietro
- Pays d'origine :  France
- Genre : Comédie
- Durée : 85 minutes
- Date de sortie : 4 février 1970

### Lieux de tournage
Certaines scènes du film furent tournées à Saint-Pierre-de-Manneville (Seine-Maritime) et dans la grande rue à Bougival. La scène de l'accident et la résidence de Félicia (BB) ont été tournés à Chérence, Val-d'Oise, France, un jour de grand soleil que le producteur a dû transformer en jour de pluie pour suivre le scénario. Une scène a été tournée à Mantes-la-Jolie, place Saint-Maclou.

## Distribution
- Brigitte Bardot : Félicia
- Jean-Pierre Cassel : Gaspard
- Daniel Ceccaldi : Ivan, un des anciens maris de Félicia
- Georges Claisse : Stéphane
- Xavier Gélin : Reginald
- Sabine Haudepin : Julie, nièce de Gaspard
- Valérie Stroh : Charlotte, nièce de Gaspard
- Patricia Darmon : Mariette
- Olivier Stroh : Arthur, fils de Gaspard
- Patrick Gilles : Titus
- Julien Verdier : Tabard
- Claude Beauthéac : Millot
- Jean Lescot :  Monsieur Bernard, un violoncelliste de l'ORTF

Jean-Paul Belmondo et Alain Delon furent pressentis pour incarner le rôle de Gaspard, mais s'étant rendu compte que la production le leur avait demandé simultanément, ils refusèrent.

## Bande originale
La bande originale se compose principalement d'extraits d'ouvertures de différentes œuvres de Gioachino Rossini : Il barbiere di Siviglia, Il signor Bruschino, La Cenerentola, La gazza ladra, La scala di seta, Litaliana in Algeri, Semiramide.
Certains sont repris à la guitare électrique, style 1970, comme l'extrait de l'ouverture de Semiramide. 
On retrouve aussi Then you got everything du groupe State Of Micky And Tommy.